# Юг и юго-запад штата Минас-Жерайс (мезорегион)

Юг и юго-запад штата Минас-Жерайс на карте.

Юг и юго-запад штата Минас-Жерайс (порт. Mesorregião do Sul e Sudoeste de Minas) — административно-статистический мезорегион в Бразилии, входит в штат Минас-Жерайс. Население составляет 2 438 611 человек (на 2010 год). Площадь — 49 576,148 км². Плотность населения — 49,19 чел./км².

## Демография
Согласно сведениям, собранным в ходе переписи 2010 г. Национальным институтом географии и статистики (IBGE), население мезорегиона составляет:
| Полное население                            | Полное население                            | Полное население                            | Полное население                            | 2 438 611 |
| ------------------------------------------- | ------------------------------------------- | ------------------------------------------- | ------------------------------------------- | --------- |
| в том числе:                                | Городское население                         | 1 980 222                                   | Процент городского населения, %             | 81,20     |
|                                             | Сельское население                          | 458 389                                     | Процент сельского населения, %              | 18,80     |
|                                             | Мужское население                           | 1 221 530                                   | Процент мужского населения, %               | 50,09     |
|                                             | Женское население                           | 1 217 081                                   | Процент женского населения, %               | 49,91     |
| Плотность населения, чел/км²                | Плотность населения, чел/км²                | Плотность населения, чел/км²                | Плотность населения, чел/км²                | 49,19     |
| Население мезорегиона в % к населению штата | Население мезорегиона в % к населению штата | Население мезорегиона в % к населению штата | Население мезорегиона в % к населению штата | 12,44     |

## Статистика
- Валовой внутренний продукт на 2003 год составляет 16 288 607 550,00 реалов (данные: Бразильский институт географии и статистики).
- Валовой внутренний продукт на душу населения на 2003 год составляет 6907,68 реалов (данные: Бразильский институт географии и статистики).
- Индекс развития человеческого потенциала на 2000 год составляет 0,785 (данные: Программа развития ООН).

## Состав мезорегиона
В мезорегион входят следующие микрорегионы:
1. Алфенас
2. Андреландия
3. Итажуба
4. Пасус
5. Позу-Алегри
6. Посус-ди-Калдас
7. Санта-Рита-ду-Сапукаи
8. Сан-Лоренсу
9. Сан-Себастьян-ду-Параизу
10. Варжинья